# Spaniocentra
Spaniocentra is een geslacht van vlinders van de familie spanners (Geometridae), uit de onderfamilie Geometrinae.

## Soorten
- S. agathoides Prout, 1930
- S. apatella West, 1930
- S. bulbosa Holloway, 1982
- S. clavata Holloway, 1982
- S. gibbosa Prout, 1911
- S. hollowayi Inoue, 1986
- S. incomptaria Leech, 1897
- S. intermediata Prout, 1916
- S. isiospania Prout, 1917
- S. kuniyukii Yazaki, 1994
- S. lobata Holloway, 1982
- S. lyra Swinhoe, 1892
- S. megaspilaria Guenée, 1858
- S. pannosa Moore, 1887
- S. purgata Prout, 1937
- S. spicata Holloway, 1982
- S. stictoschema Prout, 1922
- S. tridens Holloway, 1982
- S. undiferata Walker, 1866